# Territorialité des oiseaux

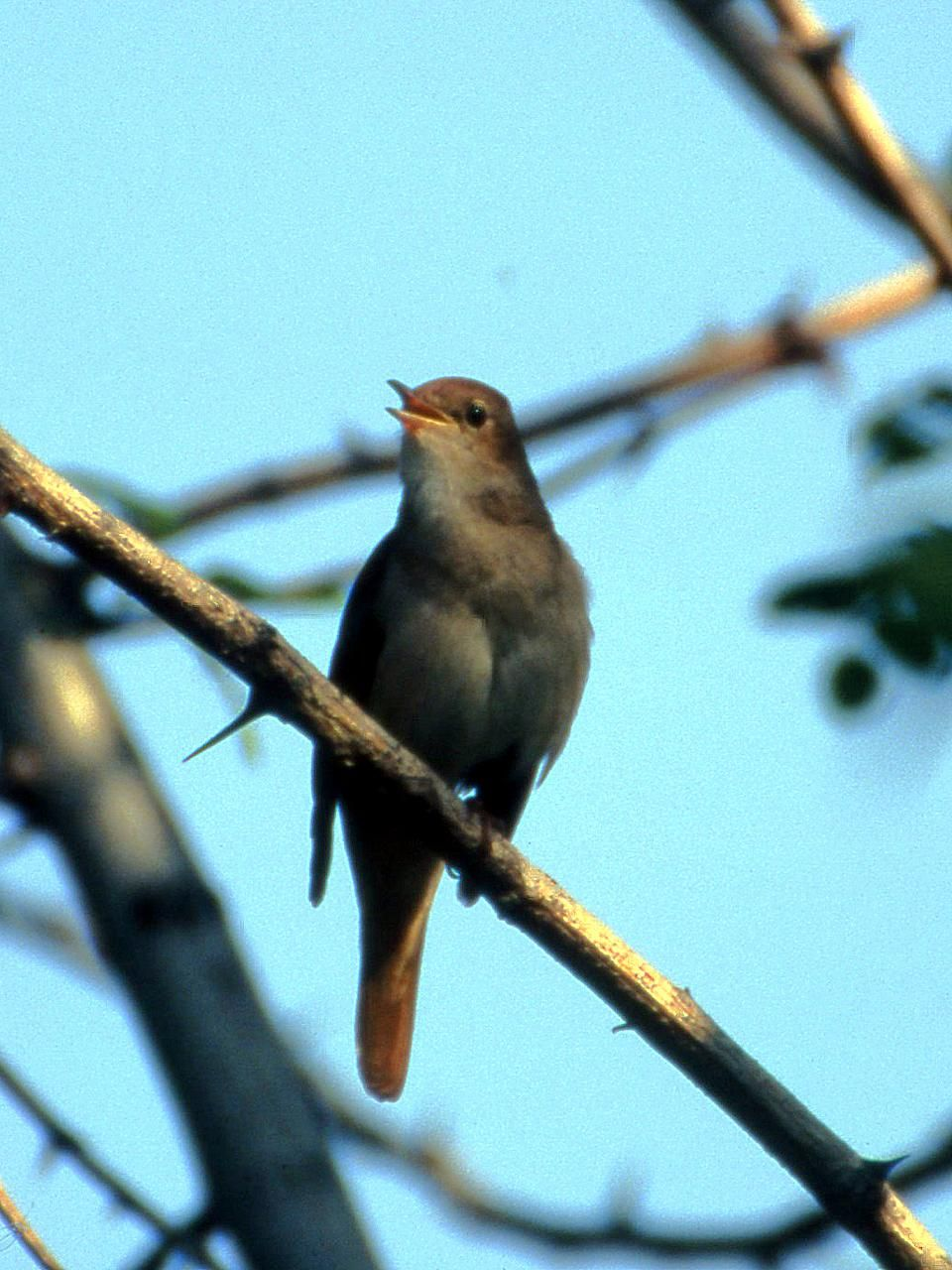
Rossignol philomèle, Luscinia megarhynchos

La territorialité est un comportement très répandu au sein de la classe des oiseaux. Le comportement territorial animal a d'ailleurs été mis en évidence pour la première fois chez un oiseau, le Rossignol philomèle, par John Ray en 1678. 
Il a cependant fallu attendre deux siècles pour que l'ornithologue allemand Bernard Altum décrive et commente l'essentiel du comportement territorial.

## Types de territoires
Plusieurs types de territoires peuvent être définis :
- lieu d'accouplement, de nidification et d'alimentation pour les jeunes ;
- lieu d'accouplement, de nidification mais non d'alimentation ;
- lieu d'accouplement uniquement ;
- territoire limité aux environs immédiats du nid ;
- territoire d'hiver ;
- territoire de sommeil ;
- territoire collectif.

## Rôles du territoire
Le territoire joue plusieurs rôles :
- il permet une meilleure utilisation des ressources naturelles (nourriture, abris, etc.) puisque l'oiseau limite son activité à un secteur restreint et parfaitement connu de lui ;
- il limite la compétition intraspécifique pour ces ressources (nourriture et sites de nids en particulier) ;
- il renforce la cohésion du couple vivant à l'intérieur d'une zone relativement bien définie ;
- il réduit les risques de prédation grâce à la dispersion des oiseaux et à leur bonne connaissance de la zone où ils résident ;
- il réduit le temps consacré aux agressions intraspécifiques ;
- il limite la propagation des agents infectieux[1].